# Valentín Silvèstrov
Valentín Vassílovitx Silvèstrov (en ucraïnès: Валенти́н Васи́льович Сильве́стров) (Kíiv, 30 de setembre de 1937) és un pianista i compositor ucraïnès.

## Biografia
Valentín Vassílovitx Silvèstrov va néixer el 30 de setembre de 1937 a Kíiv, RSS d'Ucraïna, llavors part de la Unió Soviètica.
Silvèstrov va començar classes privades de música quan tenia 15 anys. Després de ser autodidacte, va estudiar piano a l'escola de música nocturna de Kíiv de 1955 a 1958, mentre que al mateix temps es va formar per convertir-se en enginyer civil. Va assistir al Conservatori de Kíiv de 1958 a 1964, on va estudiar composició musical amb Borís Liatoixinski, i harmonia i contrapunt amb Levkò Revutski. Després va ensenyar en un estudi de música a Kíiv.
Silvèstrov és considerat un dels principals representants de l'avantguarda de Kíiv que es reunia entorn de Leonid Hrabovski, que va arribar a ser conegut públicament al voltant de 1960 i va ser criticat violentament pels defensors de l'estètica musical conservadora soviètica, malgrat els premis aconseguits.
Silvèstrov va ser un compositor autònom a Kíiv del 1970 al 2022, quan va fugir d'Ucraïna després de la invasió russa al febrer. Viu a Berlín.

## Estil musical
Silvestrov és potser més conegut pel seu estil musical postmodern⁣; algunes, si no la majoria, de les seves obres es podrien considerar neoclàssiques i postmodernes. Utilitzant tècniques tonals i modals tradicionals, Silvèstrov crea un tapís únic i delicat de textures dramàtiques i emocionals. "No escric música nova. La meva música és una resposta i un ressò del que ja existeix", va dir Silvèstrov.
El 1974, sota pressió per conformar-se amb els preceptes oficials del realisme socialista i del modernisme de moda, i també per demanar disculpes per la seva sortida d'una reunió de compositors per protestar contra la invasió de Txecoslovàquia de la Unió Soviètica, Silvèstrov va optar per retirar-se del focus. En aquest període va començar a rebutjar el seu estil anteriorment modernista. En canvi, va compondre Cançons tranquil·les (Тихі Пісні, 1977), un cicle destinat a ser interpretat en privat. Més tard, després de la caiguda de la Unió Soviètica, també va començar a compondre obres espirituals i religioses influenciades per l'estil de la música litúrgica ortodoxa russa i ucraïnesa. Silvèstrov va remuntar el seu eventual rebuig a les tècniques d'avantguarda als seus anys al Conservatori de Kíiv.
El recent cicle de Silvèstrov per a violí i piano, Melodies d'Instàncies (Мелодії Миттєвостей), un conjunt de set obres que inclou 22 moviments que es toquen en seqüència (i amb una durada d'uns 70 minuts), és íntim i esquivant; el compositor ho descriu com a "melodies […] al límit entre la seva aparició i la seva desaparició".
Elements del nacionalisme ucraïnès apareixen en algunes de les obres de Silvèstrov, sobretot en la seva obra coral Díptic. Aquesta obra fixa les paraules fortament patriòtiques del poema de Taras Xevtxenko de 1845, Testament (Заповіт), que té un estatus nacional important a Ucraïna, i Silvèstrov el va dedicar el 2014 a la memòria de Serhiy Nigoyan, un armeni-ucraïnès que va morir el en els disturbis a l'avinguda Hruixevskoho a Kíiv de 2014 i es creu que va ser la primera víctima d'Euromaidan que va provocar la Revolució de la Dignitat.

## Obres
Les obres principals i publicades de Silvèstrov inclouen 9 simfonies, poemes per a piano i orquestra, peces diverses per a orquestra de cambra, tres quartets de corda, un quintet per a piano, tres sonates per a piano, altres peces per a piano, música de cambra i música vocal (cantates, cançons, etc. ) Les seves obres inclouen:
- Sonatina per a piano (1960,[9] revisada el 1965)
- Quintet amb piano (1961)[9]
- Triada per a piano (1961)[9]
- Quartetto Piccolo per a quartet de corda (1961)[9]
- Trio per a flauta, trompeta i celesta (1962)
- Simfonia núm. 1 (1963,[9] revisada el 1974)
- Misteri per a flauta alt i sis grups de percussió (1964)
- Obertura clàssica (1964)[9]
- Spectre per a orquestra de cambra (1965)[9]
- Monòdia per a piano i orquestra (1965)[9]
- Simfonia núm. 2 per a flauta, timbals, piano i orquestra de corda (1965)
- Simfonia núm. 3 "Escatophony" (1966)[10]
- Poema a la memòria de Borys Lyatoshynsky per a orquestra (1968)
- Drama per a violí, violoncel i piano (1969–1971)[9]
- Meditació per a violoncel i piano (1972)
- Quartet de corda núm. 1 (1974)[9]
- Tretze cançons d'estrades (1973–1975)
- Cançons silencioses (Cançons silencioses) basades en Puixkin, Lermontov, Keats, Yesenin, Xevtshenko, et al. per a baríton i piano (1974–1975)
- Simfonia núm. 4 per a instruments de metall i cordes (1976)
- Kitsch-Música, cicle de cinc peces per a piano (1977)
- Forest Music després de G. Aigi per a trompa soprano i piano (1977–1978)
- Postludium per a violí sol (1981)
- Postludium per a violoncel i piano (1982)
- Simfonia núm. 5 (1982)[11]
- Oda al rossinyol, cantata amb text de John Keats per a soprano i petita orquestra (1983)
- Postludium per a piano i orquestra (1984)
- Simfonia, Exegi Monumentum per a baríton i orquestra (1985/87)
- Quartet de corda núm. 2 (1988)
- Widmung (Dedicatoria), simfonia per a violí i orquestra (1990–1991)
- Metamusic, poema simfònic per a piano i orquestra (1992)
- Simfonia núm. 6 (1994–1995)
- The Messenger per a sintetitzador, piano i orquestra de corda (1996–1997)
- Rèquiem per a Larissa per a cor i orquestra (1997–1999)
- Epitafi per a piano i orquestra de corda (1999)
- Epitafi LB per a viola (o violoncel) i piano (1999)
- Serenata de tardor per a orquestra de cambra (2000)
- Rèquiem (2000)
- Himne 2001 (2001)
- Simfonia núm. 7 (2002–2003)
- Lacrimosa per a viola (o violoncel) sol (2004)
- 5 cançons sagrades per a cor SATB (2008)
- 5 noves peces per a violí i piano (2009)
- Quartet de corda núm. 3 (2011)
- Simfonia núm. 8 (2012–2013)
- Oració per Ucraïna (2014)
- Simfonia núm. 9 (2019)

Silvèstrov ha enregistrat 10 àlbums al segell ECM.